# Amina 9D-178
Amina 9D-178 – mieszanina rozgałęzionych amin drugorzędowych, w których jednym z podstawników jest grupa dodecenylowa, a drugim – trialkilometylowa (12–15 atomów węgla). Wykorzystywana jako rozpuszczalnik przy ekstrakcji uranu i plutonu. Jest składnikiem Amberlite LA-1.